# Université métropolitaine de Prague

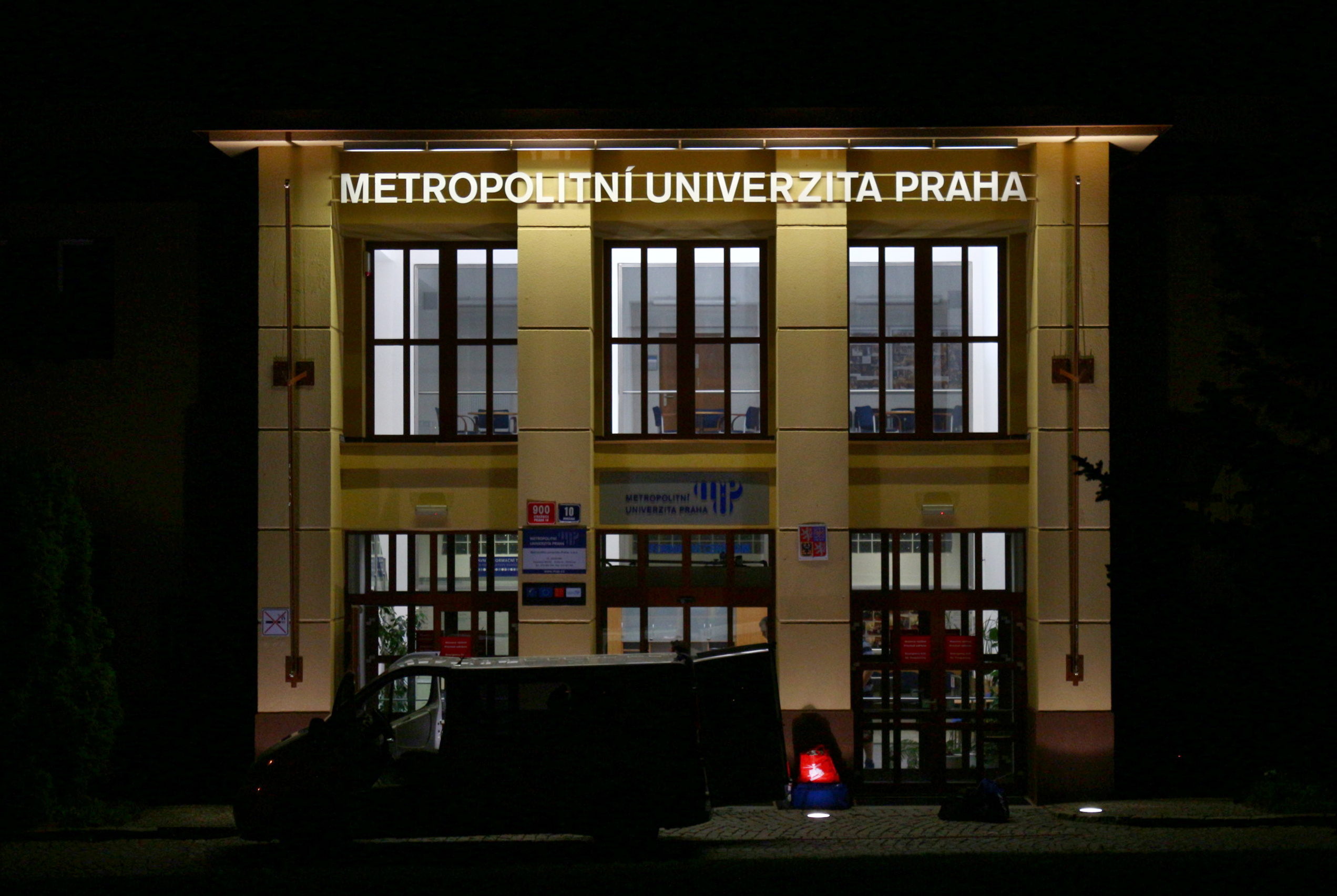
Université métropolitaine de Prague

L'université métropolitaine de Prague est une association à but non lucratif qui propose des études au niveau Bachelor, Master et Doctorat. Les études sont proposées en forme classique ou à distance. Les étudiants peuvent choisir parmi ces options: Études anglophones, Commerce international, Relations internationales et études européennes, Propriété industrielle et Études asiatiques et relations internationales. L'université propose des séjours à l'étranger et des études en anglais. Tous les bâtiments de l'université sont accessibles aux handicapés. 